# 左景
左景（14世紀—15世紀），字孟春，南直隸寧國府涇縣人，明朝政治人物。

## 生平
左景是宣德元年（1426年）丙午科應天鄉試舉人，授陵川訓導，啟迪士子有法，正統八年（1443年）陞河南道監察御史，因父喪回鄉，服闕後在十三年（1448年）改任山西道監察御史，曾平反被誣陷死罪者十一人，巡按雲南時監督平麓川軍隊，在曲靖遇上苗賊攻城督戰有功，其後又在北虜侵犯邊境白羊關守禦有功，得賜白金綢緞，景泰五年（1454年）自河南道監察御史出為陝西按察司僉事，後來因忤逆重臣改任四川按察司僉事，任內因病去世。

## 引用
1. 1 2  民國《涇縣志·卷十七·人物》：左景，字孟春，激子，以宣德丙午舉人任山西陵川訓導，啟迪有方，陵川科目始著，擢河南道御史，改山西道，風采稜立，捕盜畿甸，平反誣坐死者十一人，按雲南，監平麓川軍，至曲靖苗賊犯城，令民督戰生擒有功，北虜犯邊鎮白羊關，以守禦功有白金紵絲之賜，以忤重臣出為四川按察司僉事，所至有聲，以疾卒于官，子渙布衣蔬食，以吟詠自娛，生平鮮違言違行。 嘉靖志
2. ↑  《明英宗睿皇帝實錄·卷一百六》：（正統八年七月己卯）擢訓導等官夏誠、左景、金愷、姚鵬為河南等道監察御史……
3. ↑  《明英宗睿皇帝實錄·卷一百六十八》：（正統十三年七月丙午）復除河南道監察御史左景于山西道，以父喪服闕也。
4. ↑  《明英宗睿皇帝實錄·卷二百四十七·廢帝郕戾王附錄第六十五》：（景泰五年十一月）辛亥陞……河南道監察御史左景為陝西按察司僉事。